# Glasbjörk
Glasbjörk (Betula pubescens) är en art av björk som kan bli upp till 25 meter hög. Den växer i Europa, Kaukasus och Sibirien. Glasbjörken har en smal, oval krona samt tunn och ofta glansig bark. Glasbjörken är en av tre björkarter som växer i Sverige. De två andra är vårtbjörk och dvärgbjörk.

## Utseende
Trädet blir vanligen 5 till 20 meter högt. På unga kvistar och bladens undersida finns mjuka hår.

## Utbredning
Glasbjörken är vanlig i hela norra Europa, norra Asien och även Grönland. Ursprungliga bestånd hittas även på Newfoundland men för Labrador är oklart om glasbjörken är ursprunglig. Populationer i andra delar av Nordamerika är troligtvis introducerade. I Eurasien når arten söderut till Turkiet, Kaukasus och Altaj samt österut till en bergstrakt nordöst om Bajkalsjön.
De subarktiska populationerna består av små, förvridna träd. Den är en av ett fåtal trädarter på Grönland, där den oftast växer ensam i kustlinjen. Det finns emellertid även ett smärre antal skogsdungar med arten, gärna tillsammans med Sorbus groenlandica. På Grönland blir glasbjörken som mest drygt 5 m hög.
Nominatformen växer i låglandet och i kulliga områden upp till 685 meter över havet. Allmänt föredrar glasbjörken mer kyliga och fuktiga ställen medan vårtbjörken föredrar varmare och torrare områden. Arten är mycket uthärdlig mot frost.
Fjällbjörk (Betula pubescens tortuosa) är en variant av glasbjörken som utvecklats i fjällmiljön, utan att anses som egen art.

## Växtsätt
Glasbjörken kan skiljas från den närbesläktade vårtbjörken (Betula pendula) genom att den har släta hårbeklädda skott (vårtbjörken har hårlösa skott med vårtor) och genom att dess bark (näver) är vitare och slätare. Det finns också skillnader i kromosomstruktur. Glasbjörken har fyrfaldig kromosom-uppsättning, 2n = 56 (att jämföra med vårtbjörkens normala dubbla kromosomuppsättning, 2n = 28). 
Glasbjörk är vanligare på våt, svagt dränerad, mark som till exempel lerjordar och vid torvmossar, medan vårtbjörken trivs bättre på torr, sandig jord.  
Den blir oftast mindre än 20 meter hög och dess kvistar hänger inte och dinglar från grenarna fullt så mycket som vårtbjörkens. Den blir sällan så gammal som 100 år.
Vårtbjörken är den enda[källa behövs] björken som utsätts för masurbildningar. Både vårtbjörk och glasbjörken utsätts för det svampangrepp som leder till så kallade häxkvastar (Taphrina betulina). De ser ut som hängande fågelbon, men är i själva verket kvistar som växer ohejdat och oregelbundet till en boll.
Lämplig ståndort för glasbjörken är fuktiga eller blöta lokaler, lingontyp eller bättre, liksom sura markförhållanden. Den trivs på växtplatser där syretillgången är begränsad såsom våtmarker, torvmarker, mossar och styvare lera. Den har där en högre tillväxt än vårtbjörk. Glasbjörken är ett utpräglat ljusträd (dvs ljuskrävande), relativt frosttålig, men frostskador kan uppkomma i plantstadiet.

## Användning
Glasbjörk och vårtbjörk har i huvudsak samma användningsområden. Se Björksläktet.
Glasbjörk anses normalt lättare att bearbeta än vårtbjörk och har därför i första hand använts till svarveri- och snideriarbeten inom träslöjd och möbeltillverkning. Glasbjörk är den enda björkart vid sidan av vårtbjörk, som kan få masurknölar (vrilar).[källa behövs]
Glasbjörk har ersatt oxel som det vanligaste träslaget vid tillverkning av meterstockar.
Bladen användes förr mot skörbjugg på grund av den höga c-vitaminhalten.
Under våren innan bladen uppkommer utvinns en vätska med björksocker från barken.

## Status
För hela beståndet är inga allvarliga hot kända. Lokalt kan populationer försvinna när våtmarker torrläggs eller när bränder anläggs för att lättare komma åt områden med torv. Populationen i Kroatien betraktas som akut hotad och beståndet i Ungern samt Bosnien och Hercegovina bedöms som sårbar. IUCN listar glasbjörken globalt som livskraftig (LC).

## Övrigt
Linné ansåg att glasbjörk och vårtbjörk var en och samma art, som han kallade Betula alba, ett numera förkastat namn.
Om namnet glasbjörk verkligen kommer från att ljudet av att klyva veden liknar glasklirr, kanske mest är en gammal skogsmans betraktelse.[källa behövs]
Synonyma namn: lundbjörk, ängsbjörk; vanlig glasbjörk, kärrbjörk (ssp. pubescens); fjällbjörk (ssp. czerepanovii).